# Ельнички
Ельнички (бел. Е́льнічкі; до 1 апреля 1925 года — Марги) — деревня в Паричском сельсовете Светлогорского района Гомельской области Республики Беларусь. На западе граничит с лесом.

## География

### Расположение
В 20 км на северо-запад от Светлогорска, 21 км от железнодорожной станции Светлогорск-на-Березине (на линии Жлобин — Калинковичи), 130 км от Гомеля.

## Транспортная сеть
Транспортные связи по просёлочной, а затем автодороге Светлогорск — Паричи. Планировка состоит из прямолинейной широтной улицы. Застройка двусторонняя, деревянная, усадебного типа.

## История
Основана в начале XX века переселенцами из соседних деревень. Наиболее активная застройка приходится на 1920-е годы. В 1930 году жители вступили в колхоз. Во время Великой Отечественной войны в июне 1944 года оккупанты полностью сожгли деревню.
До 16 декабря 2009 года в составе Козловского сельсовета, с 16 декабря 2009 года в составе Паричского поселкового Совета депутатов, с 12 декабря 2013 года в составе Паричского сельсовета.

## Население

### Численность
- 2021 год — 25 жителей

### Динамика
- 1940 год — 43 двора, 200 жителей
- 1959 год — 173 жителя (согласно переписи)
- 2004 год — 24 хозяйства, 42 жителя
- 2021 год — 25 жителей